# Cycloloba
Cycloloba é um género de coleópteros carabídeos pertencente à subfamília Anthiinae.

## Espécies
O género Cycloloba contém as seguintes espécies:
- Cycloloba septemguttata (Fabricius, 1794)
- Cycloloba truncatipennis (Boheman, 1848)